# Räuchern

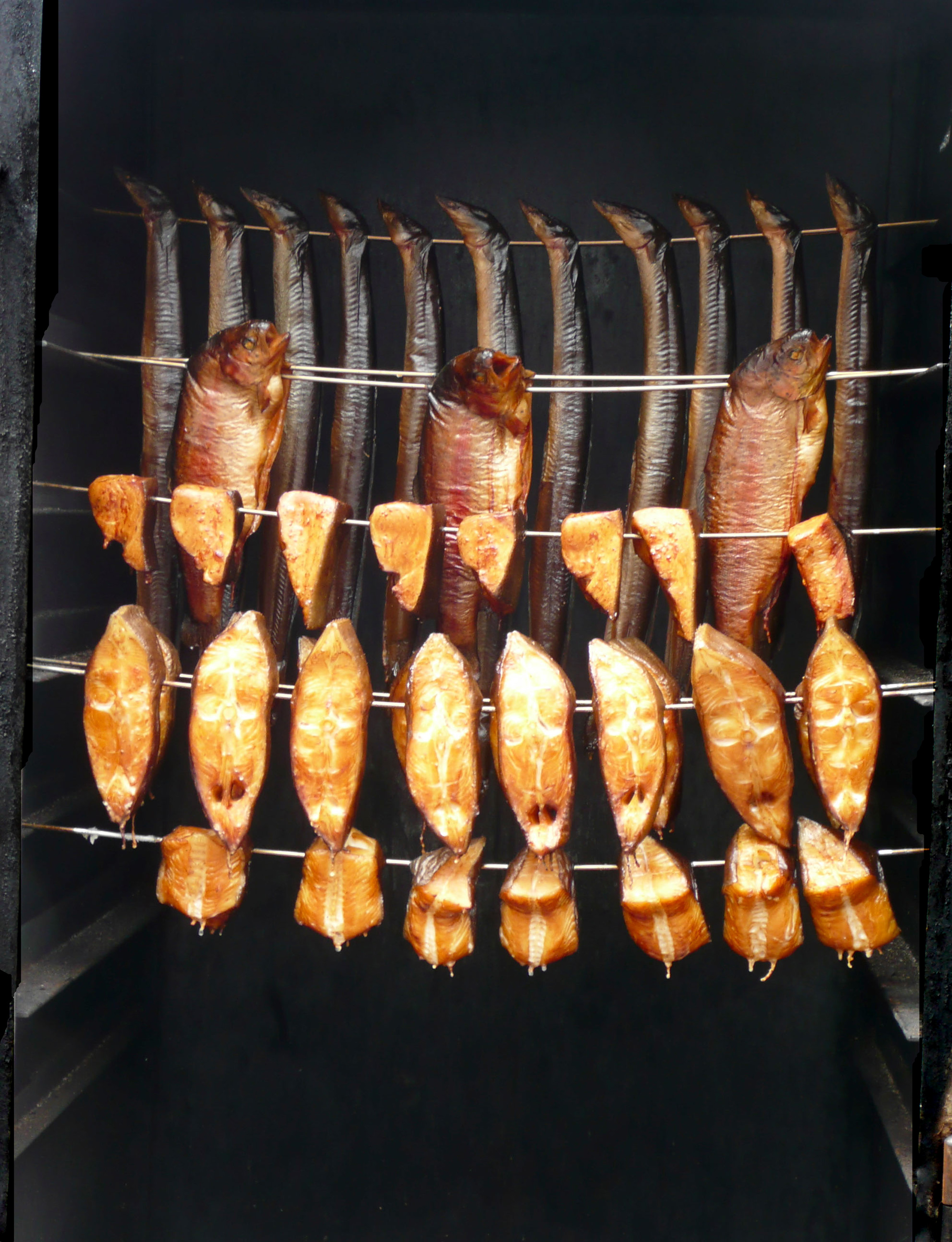
Räucherschrank für Fisch

Räuchern (in Österreich und Bayern auch Selchen) ist ein Verfahren zur Konservierung und Aromatisierung von Lebensmitteln, etwa von Fisch, Fleisch oder Tofu.
Dabei werden die zuvor eingesalzenen oder gepökelten Lebensmittel über einen längeren Zeitraum dem Rauch von Holzfeuern ausgesetzt. Durch die damit einhergehende Trocknung sinkt deren Wassergehalt um etwa 10 bis 40 Prozent; außerdem wirken viele der im Rauch vorhandenen chemischen Verbindungen antimikrobiell (siehe unten). Zudem erfolgt durch das Räuchern eine Härtung der Oberfläche des Räucherguts, was das Eindringen von Mikroorganismen und Kleintieren (Insekten etc.) verhindert.
Neben der Erhöhung der Haltbarkeit dient das Räuchern auch dem Zweck, Eigenschaften wie die Farbe, den Geruch und den Geschmack über Aromabildung sowie die Textur durch die Härtung der Oberfläche des Räucherguts positiv zu beeinflussen.
Eine Sonderform ist das Räuchern mit Temperatur zum Garen von Speisen in einem Barbecue-Smoker (siehe auch Barbecue).

## Geschichte

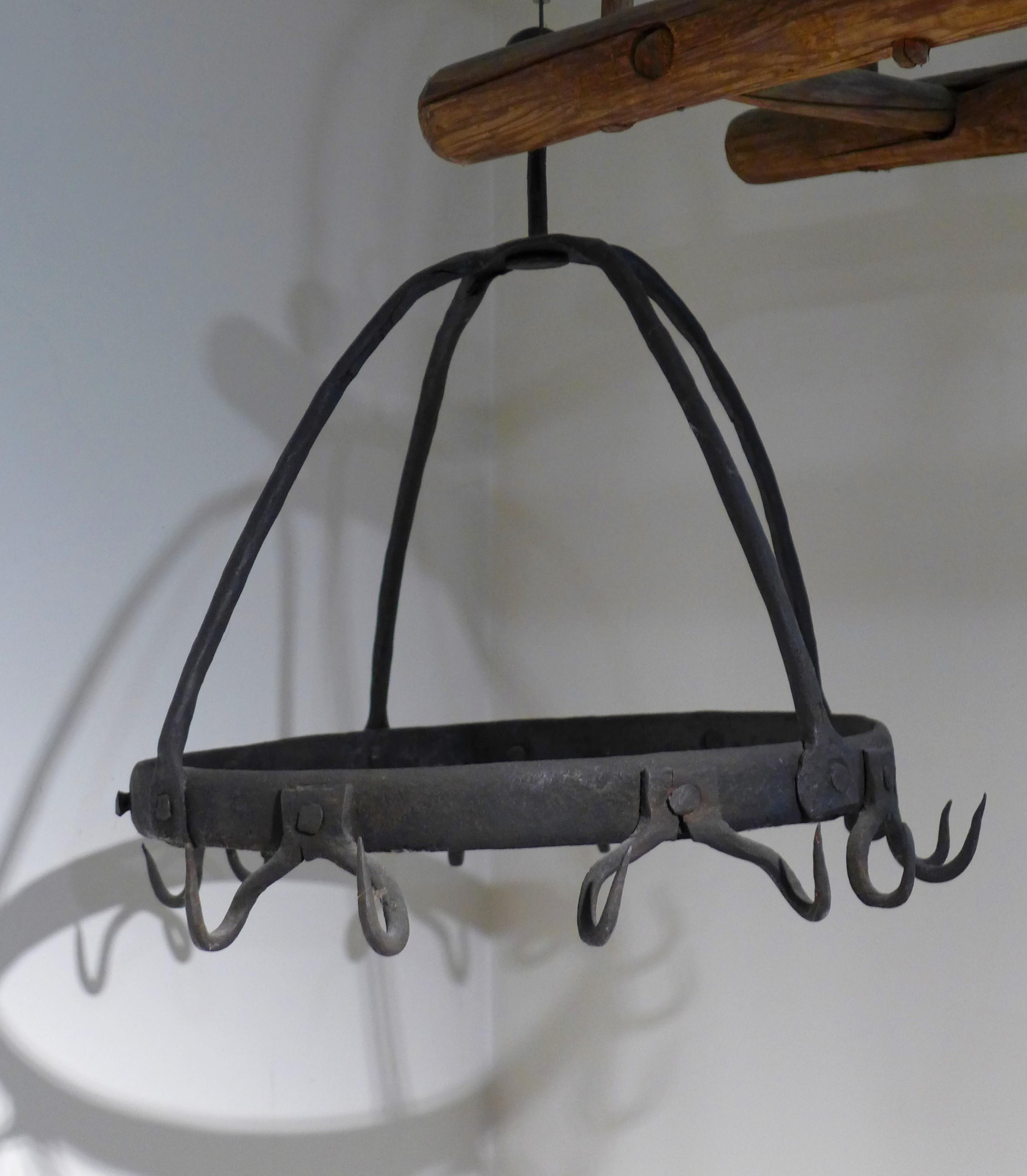
Speckhaken aus Eisen, Österreich, Ende 19. Jh., Speck- und Fleischhaken für Geräuchertes hatten ihren Platz in der Speisekammer, neben dem Rauchabzug in der Küche oder in einer eigenen Selchkammer

Der Schornstein wurde erst im 10.–11. Jahrhundert entwickelt, vorher gab es vor allem Einraumhäuser (woraus sich unter anderem Dielenhäuser entwickelten). Der Rauch zog von der Kochstelle durch das ganze Haus und entwich über Öffnungen im Dach. Das führte dazu, dass das ganze Haus beheizt wurde, aber auch dass der Ruß sich im Kochbereich („Rauchkuchl“) und im ganzen Haus (samt Kleidung, Lungen und Haut der Bewohner) niederschlug und die Feuergefahr stieg. Nahrungsmittel wurden nahe der Kochstelle oder unter dem Dach vor Nagern oder Haustieren gesichert aufgehängt und dort automatisch getrocknet und geräuchert. Die lange Haltbarkeit solcherart konservierter Waren und die bei einer Schlachtung oder einem Fischzug anfallenden großen Mengen an Fleisch oder Fisch führten dazu, das Räuchern gesondert auszuführen (indem der Rauchfang am Dachboden endete oder sich dort zu einer „Rauchkammer“ erweiterte).

## Allgemeines

### Verfahren

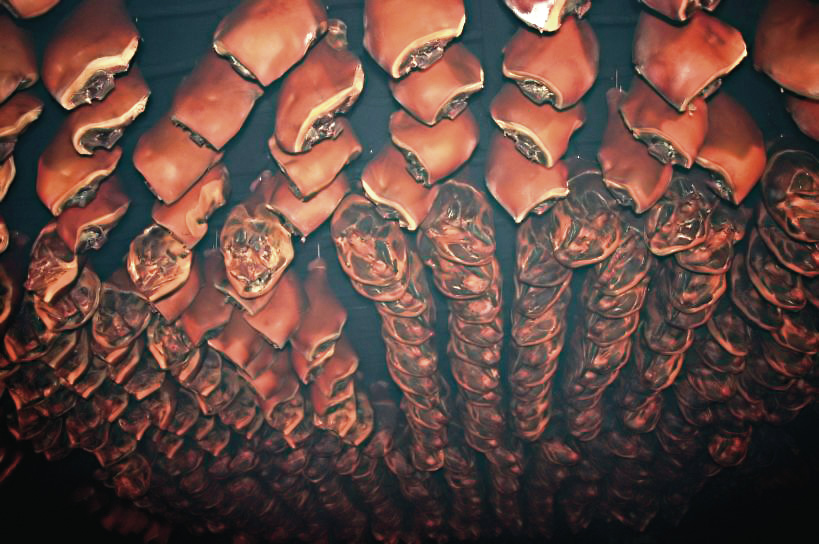
Schinken in einer Räucherkate

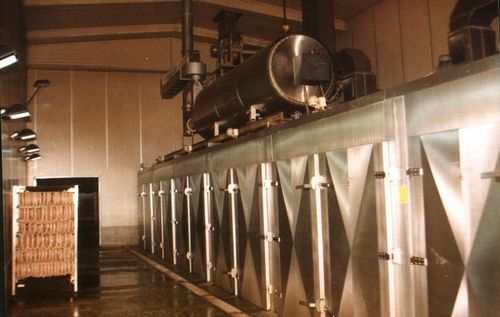
Moderne Räucheranlage aus Edelstahl in Polen

Zum Räuchern wird das Räuchermaterial (Smok aus englisch smoke 'Rauch') in die vorgesehene Lade der Räucherkammer geschüttet. Dabei finden fast ausschließlich harte Hölzer, vorzugsweise Buche in Form von angefeuchtetem Holzmehl oder Spänen, Verwendung. Anschließend wird das zu räuchernde Gut eingebracht. Durch das Verschwelen des Räuchermaterials wird der Räuchervorgang des Räuchergutes eingeleitet.
Geräuchert werden neben Fisch und Fleisch auch manche Käsesorten, Gemüse, Eier, Früchte sowie Tee, Tofu und Gerstenmalz.

### Chemie des Räucherns
Die Pyrolyse des Holzes führt zur Zersetzung polymerer Substanzen wie Cellulose bis 310 °C, Hemicellulose bis 260 °C und Lignin bis etwa 500 °C. Die Pyrolyse erfolgt in Rauchgeneratoren, sie kann auch durch bis auf 350 °C überhitzten Wasserdampf eingeleitet werden. Der Rauch besteht neben gasförmigen Stoffen auch aus nichtflüchtigen partikulären Stoffen wie Asche, Ruß, Teer und Harzen, die dem zu behandelnden Nahrungsmittel den charakteristischen Geschmack verleihen. Nach der Pyrolyse bleibt Holzkohle zurück, die wiederum durch nun folgende Verbrennung die weitere Pyrolyse des Smok aufrechterhält. Unter anderem entstehen während der unvollständigen Verbrennung, dem Schwelen, folgende Substanzen:
- Aliphatische und aromatische Kohlenwasserstoffe sowie aliphatische und aromatische Alkohole und Ketone.
- Phenole wie Guajacol und Brenzcatechin.
- Carbonyle wie Formaldehyd. Formaldehyd wirkt mikrobiozid gegen Hefen und Schimmelpilze. Es reagiert mit der epsilon-Aminogruppe des Lysins. In einem nächsten Schritt erfolgt eine Kondensationsreaktion mit der funktionellen Gruppe des Glutamins bzw. des Asparagins. Es kommt zur Quervernetzung der Proteine, woraus eine ledrige Haut des Fleisches resultiert.
- Carbonsäuren (z. B. Ameisensäure, Essigsäure und Carbonsäureester) tragen zum Aroma bei.
- Ein polycyclischer aromatischer Kohlenwasserstoff, das Benzo[a]pyren, hingegen ist als krebserregend bekannt. Daher wird es heutzutage aus dem Rauch herausgefiltert. Dazu muss das Räuchern allgemein außerhalb des Erzeugungsraumes erfolgen. Für den Gehalt an Benzo[a]pyren in Räucherwaren existieren Grenzwerte. Beim Deutschen Krebsforschungszentrum geht man davon aus, dass der registrierte Rückgang der Magenkrebserkrankungen auf die massenhafte Verbreitung von Kühlschränken und die ganzjährige Bereitstellung von frischem Obst und Gemüse und einem damit verbundenen Rückgang der Konservierung mittels Pökeln und Räuchern zurückzuführen ist.

Praktisch alle hier aufgeführten Verbindungen wirken zugleich auch antimikrobiell und tragen so erheblich zur Haltbarkeit bei.

## Arten des Räucherns

### Heiß- und Warmräuchern

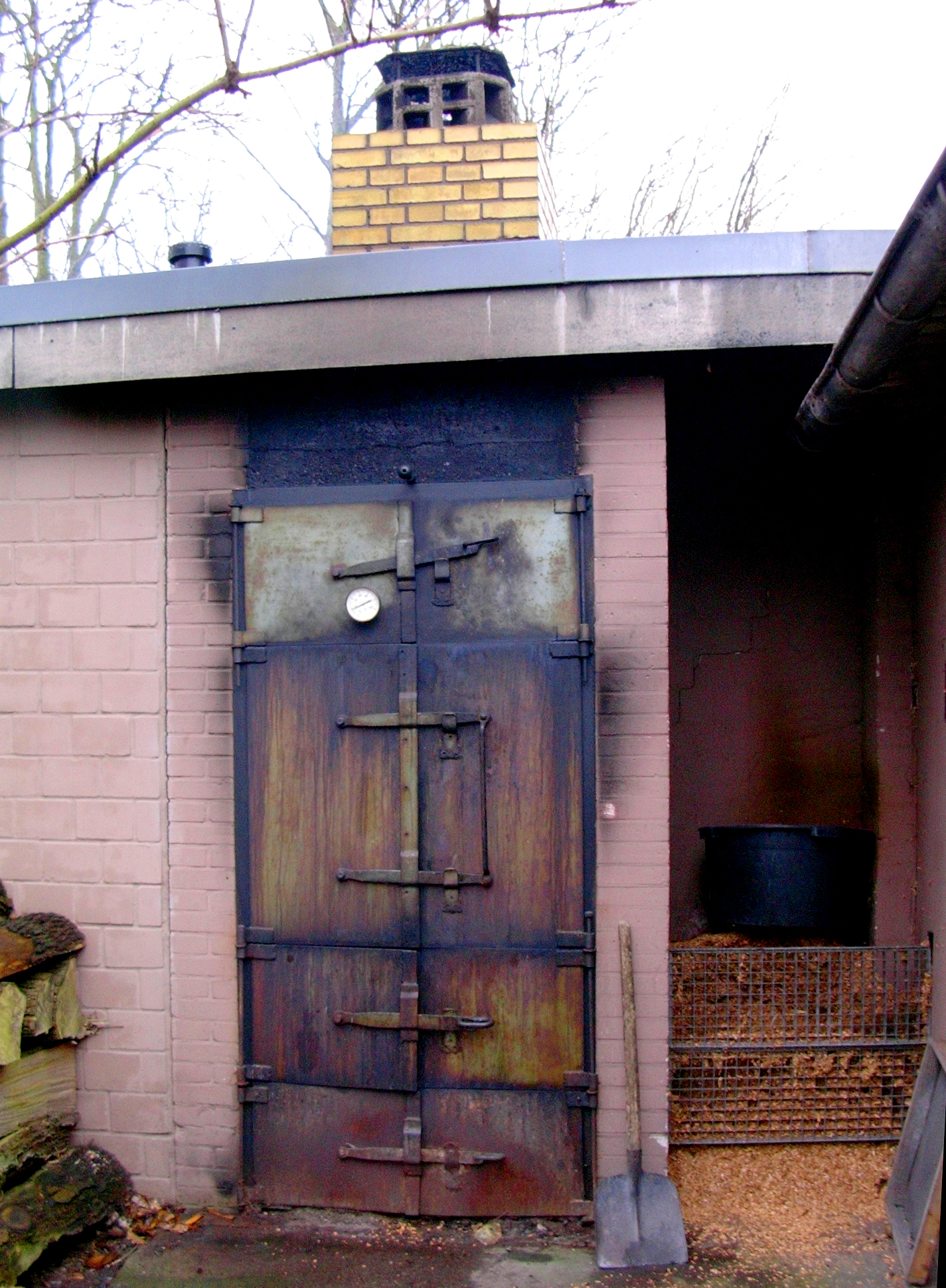
Ein klassischer Altonaer Ofen einer Fischerei in Eckernförde

Werden rohes Fleisch oder roher Fisch über wenige Stunden hinweg bei einer Temperatur von 50 bis 85 °C gegart und konserviert, spricht man von Heißräuchern. So behandelte Lebensmittel sind nur wenige Tage haltbar und für den baldigen Verzehr gedacht. Beim Heißräuchern wird die Temperatur nicht durch das Verbrennen des Smok (Räuchermaterial), sondern durch eine zusätzliche Heizquelle in der Räucherkammer erreicht. Diese muss unabhängig vom Räuchervorgang vorhanden sein. Bei Brät-, Fleischwürsten und Kochpökelware wird diese Form der Räucherung und Haltbarmachung angewendet.
Intensives trockenes Heißräuchern bei Temperaturen von 80 °C nennt man Braten. Es führt zu einem hohen Wasserverlust und stärkerer Geschmacksausbildung. Produkte mit der Bezeichnung gebraten haben ein mindestens 0,5 % geringeres Wasser-Eiweiß-Verhältnis als nicht gebratene Produkte. In modernen Räucheröfen erfolgt der Garvorgang durch Gasfeuerung und nicht mehr direkt über einem Holzfeuer. Der Rauch wird dann in einen solchen Ofen dosiert eingeblasen.
Früher wurde in manchen Gegenden zum Räuchern von Fisch der speziell dafür entwickelte Altonaer Ofen verwendet, der heute jedoch so gut wie nicht mehr in Gebrauch ist.
Produkte, die heiß geräuchert werden, sind vor allem gekochter Schinken, Jagdwurst, Aale, Makrele, Sprotten, Heilbutt. Auch Lachs wird mitunter heiß geräuchert und dann Stremellachs genannt.
Darüber hinaus gibt es eine etwas mildere Variante, das sogenannte Warmräuchern, bei dem sich die Temperaturen in einem Rahmen von 25 bis 50 °C bewegen. Ein typisches Produkt, das warm geräuchert wird, ist das Frankfurter Würstchen.

### Kalträuchern

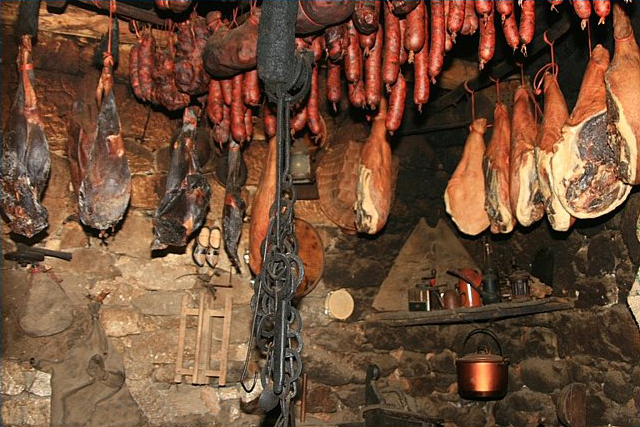
Raum mit Räuchergut in Galicien im Örtchen Donis. Der Rauch steigt aus einem kurzen Ofenrohr an die Decke des Zimmers, wo sich der Abzug befindet

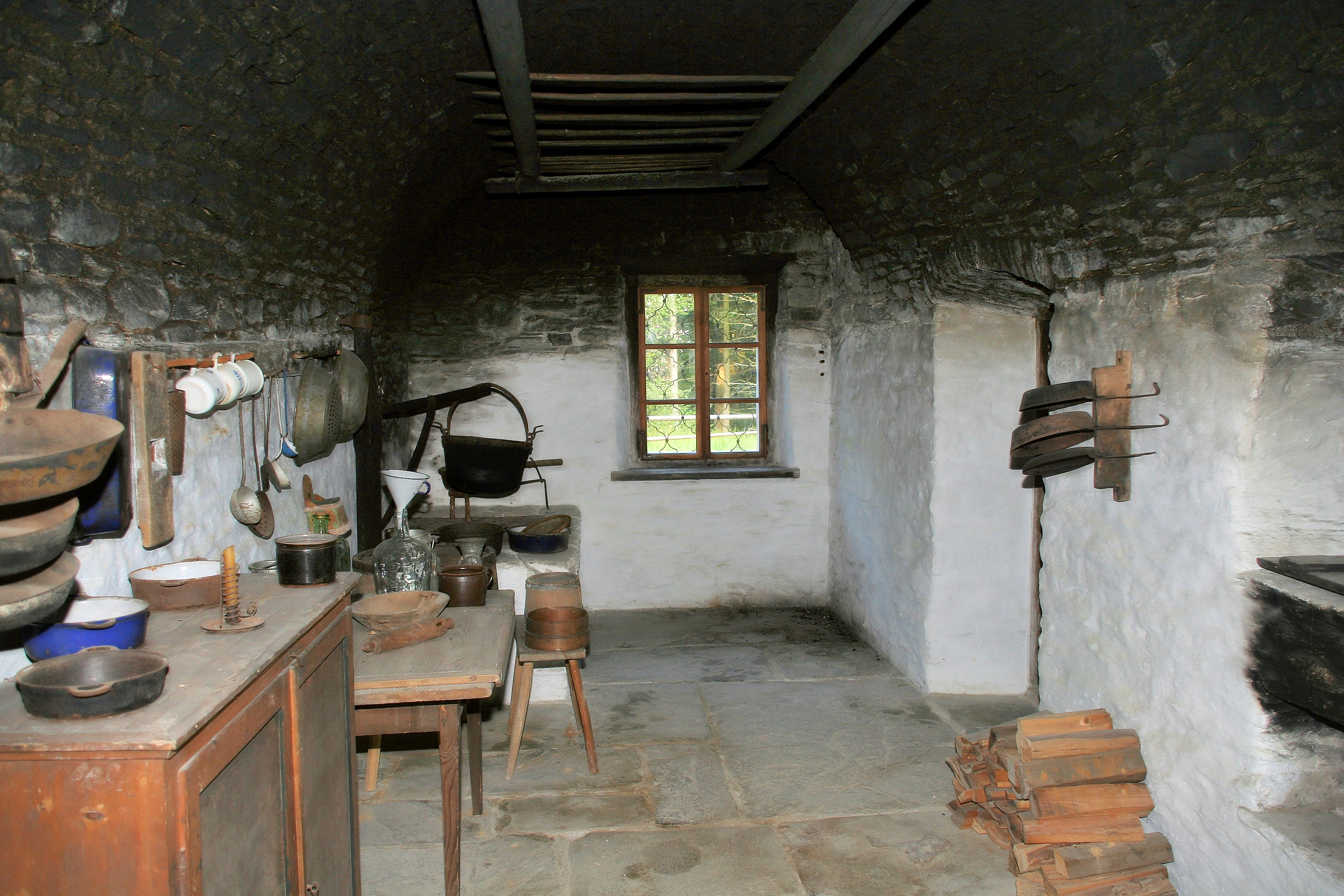
Dasselbe Prinzip im deutschsprachigen Raum: Rauch- oder Schwarzkuchl. In derartigen Küchen ohne direkten Rauchabzug wurde das Räuchergut nebenher durch den Betrieb des holzbefeuerten Herdes geräuchert.

Das Kalträuchern erfolgt bei 15–25 °C mit speziellen Hölzern (in erster Linie Harthölzer). Für Schwarzwälder Schinken etwa werden allerdings Tannenspäne (ein Nadelholz und somit Weichholz) benutzt. Kaltgeräuchert werden Lebensmittel, die länger haltbar gemacht werden sollen, wie zum Beispiel Wurst, Schinken, Speck oder Räucherlachs. Das Kalträuchern ist ein tagelanger Prozess, der in Wiederholungen zweier Phasen eingeteilt ist: Räucherphasen und Frischluftphasen. Je nach Fleisch-, Schinken- oder Wurstart erfolgen drei bis fünf – zum Teil noch wesentlich mehr – Räucherphasen. Geräuchert wird in einer Räucherkammer, in die Rauch aus einem speziellen Ofen oder dem Schornstein des Hauses geleitet wird. In vielen älteren Bauernhäusern befindet sich eine Räucherkammer im Dachgeschoss. Diese Form des Räucherns wird bei Rohschinken und Rohwurstwaren angewendet. Namensvorsätze wie „Land-“ oder „Bauern-“ werden in Österreich dem Lebensmittelkodex nach für Produkte verwendet, die kaltgeräuchert wurden.
Typische Produkte, die kalt geräuchert werden, sind Rohwurst, roher Schinken, Cervelatwurst, Mettwurst. Auch regionale Produkte, wie der Kipper in Großbritannien werden kalt geräuchert.

### Dielenräuchern
Das Dielenräuchern ist eine ursprüngliche Form des Räucherns. Hier wird in einem großen Raum, in Österreich und Bayern häufig Selche genannt, wie auf der Diele der Rauch bodenständig von einem offenen Herdfeuer oder einem schwelenden Sägemehl erzeugt. Die Raumtemperatur auf der Diele wird nicht durch technische Vorgänge, sondern durch Luftverbindungen zur Außenwelt und damit auch vom jahreszeitlichen Wettergeschehen bestimmt. Der Räuchervorgang kann vier bis fünf Monate in Anspruch nehmen und eine weitere überjährige Reifezeit vorbereiten.

### Reiberauchverfahren
Im Reiberauchverfahren wird der Rauch erzeugt, indem Kanthölzer an einem sich drehenden Reiberad abgerieben werden. Hierbei entsteht ein Rauch von ca. 300–400 °C mit niedrigem Teerstoffgehalt und geringem PAK (polyzyklische aromatische Kohlenwasserstoffe). Reiberauchanlagen können weitestgehend emissionsfrei arbeiten.

## „Flüssigrauch“
Das sogenannte Flüssigrauchverfahren ist kein Räucherverfahren, sondern bezeichnet den Zusatz von festen oder flüssigen Raucharomen.